# Suzanne Eisendieck

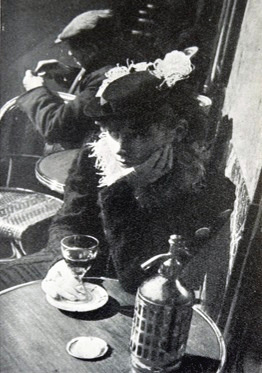
Eisendieck, Paris (1936)

Suzanne Eisendieck (* 14. November 1906 in Danzig, Deutsches Reich; † 15. Juni 1998 in Paris) war eine post-impressionistische Malerin.

## Leben
Eisendieck wurde in Danzig am Holzraum-Platz 2B geboren. Ihre Eltern waren der deutschstämmige Karl Eisendick und Anna Eisendick, geborene Klegus.
Im Alter von zwölf Jahren wurde Eisendieck in Danzig eine der jüngsten Schülerinnen des Malers Fritz August Pfuhle. Mit 21 Jahren ging sie für zwei Jahre an die Vereinigte Staatsschulen für freie und angewandte Kunst in Berlin, wo sie unter der Leitung von Maximilian Klewer lernte. In dieser Zeit wurden ihre Werke in einer Sammelausstellung zusammen mit anderen 1400 Objekten präsentiert. Auf Grund der erfolgreichen Landes-Ausstellungsgebäude am Lehrter Bahnhof in Berlin, reiste sie nach Paris. In Frankreich, wohnte sie in einem kleinen Dachboden, Quartier Latin, in der Nähe des Boulevard Saint-Michel und begann zu malen. Es war ein kontinuierlicher finanzieller Kampf für Eisendieck, bis eine Freundin organisierte, dass Madame Zak ihr kleines Atelier besuchte. Madame Zak war so begeistert, dass sie sofort sechs ihrer Gemälde kaufte und in ihrer Galerie an der Place Saint Germain-des-Pres ausstellte. Die Ausstellung wurde ein Erfolg und führte dazu, dass andere Galerien auf Eisendieck aufmerksam wurden, wie die Leicester Galleries in London. Dies war das Ende der finanziellen Härte für die Künstlerin und der Beginn ihres Erfolgs.
Künstlerisch wurde ihre Arbeit durch den französischen Impressionismus inspiriert. Ihre Werke befinden sich heute in privaten Sammlungen, vor allem in Amerika. Neben Kreide- oder Federzeichnungen malte sie in Öl und mit Pastellfarben.
Sie war mit Dietz Edzard (1893–1963) befreundet und begann sehr ähnlich wie er zu malen, sodass es manchmal schwierig war, die Werke der beiden auseinanderzuhalten. Im Jahre 1938 heirateten Eisendieck und Edzard. Das Paar hatte zwei Kinder: Christine Edzard-Goodwin (1945) heiratete Richard Goodwin (Sands Films, London) und Angélica Edzard-Károlyi (1947) heiratete Georges Karolyi (József Károlyi-Stiftung, Ungarn).
Eisendieck starb 1998 in Paris und wurde auf dem Friedhof Père Lachaise beigesetzt.

## Werke (Beispiele)

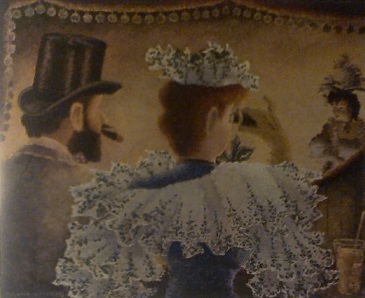
Leicester Galleries, London (1936) in Theatre
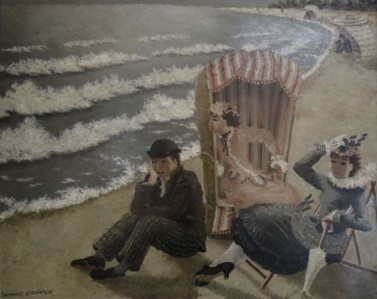
Leicester Galleries, London (1936) stürmischer Strand
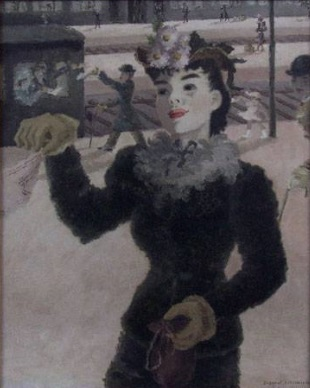
Marie Harriman Gallery, NY (1937) Auf dem Bahnhof
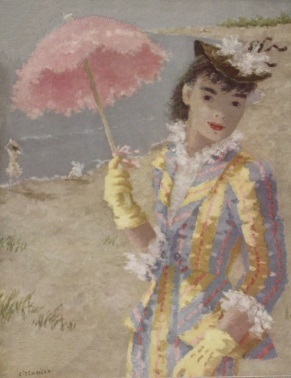
(1938) Strohhut
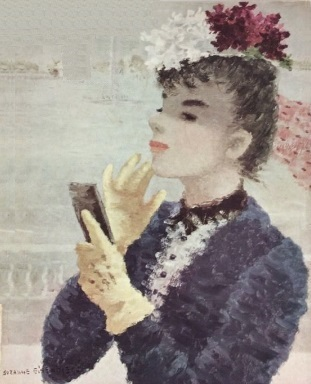
(1938) bei Bonwit Teller Marshall Field
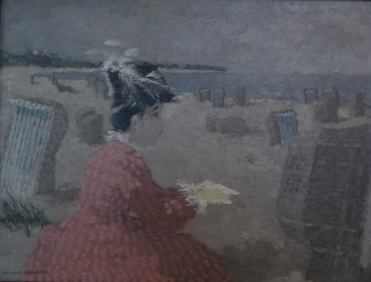
(ü. 1938–1939) Zoppot Strand
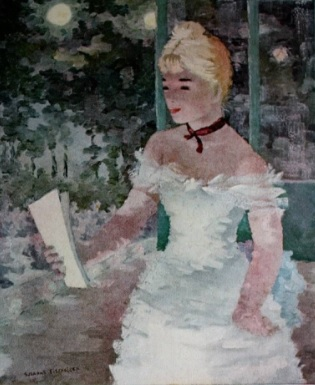
(1941) terminus ante quem
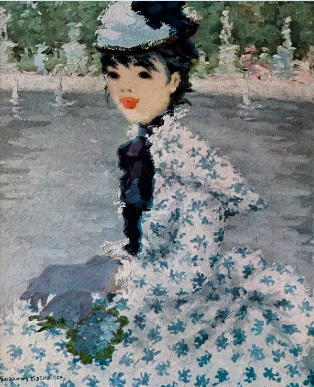
(1947) Jardin des Tuileries

## Ausstellungen
- 1929: Juryfreie Kunstschau, Berlin
- 1932: Madame Zak auf dem Place Saint Germain des Près, Paris
- 1934, 1936, 1938: Leicester Galleries, London
- 1937, 1939, 1940: Marie Harriman Gallery, New York
- 1942: Galerie Benezit, Paris
- 1946, 1948, 1949: Perls Galleries, New York
- 1950: Gallery Vigeveno, Los Angeles
- 1954: Exposition Publique Tableaux Moderners, Paris
- 1955: Galerie Petrides, Paris
- 1956: O’Hana Gallery, London
- 1959: Hammer Galleries, New York
- 1959: Findlay Galleries, New York
- 1959: Findlay Galleries, Chicago
- 1959: Findlay Galleries, Palm Beach
- 1961: Adams Gallery, London
- 1962: Galerie Abels, Köln